# Handel lewantyński
Handel lewantyński – średniowieczny i nowożytny handel prowadzony szlakiem łączącym przez Morze Śródziemne Europę z Lewantem, a pośrednio z Dalekim Wschodem. We wczesnym średniowieczu dominowali na nim Arabowie, Grecy i Żydzi. W czasie wypraw krzyżowych ten handel przejęli mieszczanie Wenecji, Genui i Pizy. Do Europy przywożono głównie surowce i przedmioty luksusowe. Eksportowano srebro, drewno i niewolników.